# Soeterbeek (Peel en Maas)
Soeterbeek is een buurtschap van Baarlo in de gemeente Peel en Maas in de Nederlandse provincie Limburg. De buurtschap ligt ten noordwesten van het dorp aan de Kwistbeek.
Ten noorden van de buurtschap ligt natuurgebied Dubbroek alwaar de Springbeek ontspringt. Oostelijker ontspringt de Berendonkse Beek.

## Geschiedenis
Ten zuidoosten van de buurtschap lag vroeger een boerenschans.
Dorpen: Baarlo · Beringe · Egchel · Grashoek · Helden · Kessel · Kessel-Eik · Koningslust · Maasbree · Meijel · Panningen

Buurtschappen: Belgenhoek · Berg · Bong · Broek · Dekeshorst · Dijk · Donk (Kessel) · Donk (Meijel) · Driessen · Dubbroek · Egchelheide · Everlo · Groeze · 't Heeske · Hei (Baarlo) · Hei (Kessel) · Heldensedijk · Hof · In de Hoeven · Hert · Hout · Houthei · Houwenberg · Hub · Katsberg · Kaumeshoek · De Kievit · Korte Heide · Keup · Laagheide · Laar · Lange Heide · Lang Hout · Langstraat · Leeuwerik · Loo · Maris · Molenbaan · Molenhuizen · Nederweerterdijk · Onder en Eindt · Oyen · Platveld · Rinkesfort · Roggelsedijk · 't Rooth · Schafelt · Siberië · Soeterbeek · Spiesberg · Spurkt · Steenoven · Tongerlo · Vergelt · Vieruitersten · Vliegert · Vosberg · Vliegert · Witdonk · Zandberg (Helden) · Zandberg (Maasbree) · Zelen

Limburg: Steden en dorpen      Nederland: Provincies · Gemeenten